# 静岡市歴史博物館
静岡市歴史博物館（しずおかしれきしはくぶつかん）は、静岡県静岡市葵区追手町にある公立の歴史博物館である。

## 開館までの経緯
静岡市の歴史系博物館には、公立の静岡市立登呂博物館や静岡市文化財資料館（静岡浅間神社境内、2021年〈令和3年〉12月26日閉館）、私立の久能山東照宮博物館やフェルケール博物館などはあるが、静岡市の歴史や文化を整理し説明する施設がなかった。市民からも、静岡市の歴史や文化についての展示や紹介する博物館を希望する声が高まっていた。
1990年（平成2年）代、静岡市は市の持つ豊かな歴史と文化を十分に活かし、「歴史文化から静岡の未来をつくる」という基本理念のもと、「世界に輝く静岡」の願いを叶えるため、歴史文化の拠点となる歴史文化施設の建設構想に手を付けたことに始まる。
歴史博物館構想は、その動機となったのがNHK大河ドラマ『徳川慶喜』を契機とした徳川慶喜ブームであり、その背景には静岡市で郷土の歴史を改めて見直し、また文化をより振興させたいとの声が高まっていたからだった。静岡市文化財協会では、歴史ブームにあやかりたいと歴史博物館の早期建設を要望していた。
県内では大河ドラマからの慶喜ブームが継続し、慶喜展が開催されるなど、これからも企画展などのイベントの開催が期待されていた。イベントの「徳川慶喜と明治の静岡」推進協議会は、研究会などを開催するなど活発な活動を行い、歴史の新たな掘り起こしに力を入れていた。そして、大きな建設目的として「歴史探究」「地域学習」「観光交流」を施設の役割として掲げた。
静岡市文化財協会は、「静岡市の歴史を発信することが大切」だとして、総合歴史博物館の建設を希望した。会長は「静岡市の埋蔵文化財を展示し、歴史を研究する施設が必要」と表明した。また協会は、2000年（平成12年）に日本放送協会が徳川家康から将軍三代をテーマにした大河ドラマ「葵 徳川三代」を放映することから博物館が必要であるとした。
2021年（令和3年）1月19日、NHK大河ドラマ第62作『どうする家康』の制作発表が行われ、2023年（令和5年）から放送予定であることが決まった。室町時代後期から江戸時代を舞台に徳川家康が描かれる。今川の人質として駿府で過ごした幼年期、戦国時代の1585年（天正13年）駿府城築城、1590年（天正18年）駿府から江戸に移り、江戸時代の1607年（慶長12年）駿府城の大改修などの壮年期、晩年は65歳から亡くなる75歳までの約10年間を駿府で過ごした。

## 沿革
- 1954年（昭和29年） - 静岡市立青葉小学校創立[9]
- 1975年（昭和50年） - 静岡市文化財資料館開館[10]
- 1996年（平成8年）5月 - 県内四学会の静岡県考古学会、静岡県地域史研究会、静岡県近代史研究会、静岡県民俗学会が、県知事、県議会議長、教育長に「歴史文化情報センター」の設置要望書提出[11]
- 1997年（平成9年）
  - 10月 - 中核市17市「中核市サミット97in静岡」開催、静岡市文化財資料館の貧弱さ指摘[11]
  - 11月 - 静岡県史編纂事業が終了、収集資料の保存と活用へ拠点施設[11]
- 1998年（平成10年）
  - 6月16日 - 静岡市文化財協会が静岡市に総合歴史博物館設置の要望書提出[11]
  - 11月 - 静岡市議会で歴史博物館建設は重要課題と認識[11]
- 1999年（平成11年）
  - 不詳 - 静岡市「第八次静岡市総合計画」に平成15年度まで構想策定明記[11]
  - 3月末 - 静岡市総合歴史博物館建設に向け基本構想検討委員会発足[11]
- 2005年（平成17年） - 歴史博物館建設構想敷地が静岡市立青葉小学校跡地に決定[12]
- 2007年（平成19年）
  - 不詳 - 静岡市立青葉小学校と静岡市立城内小学校が統合し静岡市立葵小学校が決定[12]
  - 3月 - 静岡市立青葉小学校閉校[9]
- 2010年（平成22年） - （仮称）静岡市歴史文化施設基本構想策定[4]
- 2015年（平成27年） - （仮称）静岡市歴史文化施設基本計画策定[13]
- 2017年（平成29年）
  - 7月26日 - （仮称）静岡市歴史文化施設展示基本設計プロポーザル審査結果発表「株式会社乃村工藝社」[14]
  - 10月4日 - （仮称）静岡市歴史文化施設建設基本設計公募型プロポーザル審査（2次審査）公開[15][16]
  - 不詳 - （仮称）静岡市歴史文化施設基本設計公募型プロポーザル審査で「有限会社SANAA事務所」に決定[17]
  - 不詳 - （仮称）静岡市歴史文化施設展示設計開始
  - 不詳 - （仮称）静岡市歴史文化施設実施設計開始
  - 不詳 - 建設敷地において「戦国末期の武家屋敷と道の石垣の遺構」発見[18]
- 2018年（平成30年）
  - 3月 - （仮称）静岡市歴史文化施設建設敷地の試掘調査[19]
  - 不詳 - （仮称）静岡市歴史文化施設建設敷地の発掘調査開始
  - 夏頃 - 旧静岡市立青葉小学校の校舎解体工事開始[19]
- 2020年（令和2年）
  - 10月 - （仮称）静岡市歴史文化施設建築工事の確認済証の交付
  - 10月15日 - （仮称）静岡市歴史文化施設建築工事着工（元の予定）[3]
  - 10月30日 - （仮称）静岡市歴史文化施設の空調工事と電気工事請負会社決定[20]
- 2021年（令和3年）
  - 1月5日 - （仮称）静岡市歴史文化施設建築工事着工[21][22]
  - 不詳 - （仮称）静岡市歴史文化施設展示制作の開始
  - 9月15日 - （仮称）静岡市歴史文化施設条例の制定[23]
  - 11月9日 - （仮称）静岡市歴史文化施設の初代館長予定者に静岡産業大総合研究所の中村羊一郎客員研究員が決定[24]
  - 11月 - 正式名称「静岡市歴史博物館」に決定[25]
  - 12月26日 - 静岡市歴史博物館の前身である静岡市文化財資料館閉館[1]
- 2022年（令和4年）
  - 1月13日 - 静岡市歴史博物館展示工事の追加工事に建築基準法違反発覚[26]
  - 2月3日 - 静岡市歴史博物館展示工事追加工事の建築確認を申請[26]
  - 3月15日 - 静岡市歴史博物館建築工事竣工（元の予定）[3]
  - 3月下旬 - 静岡市文化財資料館閉館[10]
  - 5月27日 - 静岡市歴史博物館の公式ロゴマーク決定[6]
  - 6月 - 静岡市歴史博物館建築工事竣工[21]
  - 7月23日 - 静岡市歴史博物館1階プレオープン[24][6]
  - 不詳 - 静岡市歴史博物館展示制作完了
- 2023年（令和5年）1月13日 - 静岡市歴史博物館グランドオープン[27]
- 2024年（令和6年）4月1日 - 初代館長中村羊一郞氏退任、2代館長に大石学氏（東京学芸大学名誉教授）が就任[2]

## 主な収蔵品
1975年（昭和50年）に浅間神社境内に開館した「静岡市文化財資料館」は、施設の老朽化と静岡市歴史博物館が開館することにより、2022年（令和4年）3月下旬に閉館された。市文化財課によると、静岡市文化財資料館には賤機山古墳の出土品や今川家・武田家・徳川家の資料などの収蔵品が約780点あることから、静岡市歴史博物館や登呂博物館などの市施設に移される。
- 家康所用甲冑「紅糸威腹巻」（復元模造品）

家康は、今川氏のもとで人質として8歳から19歳ころまでの約11年間を駿府で暮らした。甲冑は静岡浅間神社の所蔵で、家康が着初め（初めて鎧を着用する儀式）の時、今川義元から贈られたものと伝えられており、武将としてのスタートを象徴する甲冑と考えられる。
- 家康所用甲冑「伊予札黒糸威胴丸具足（歯朶具足）」（復元模造品）

家康は、三河・遠江・駿河・甲斐・信濃の五か国を領有し、駿府を拠点に45歳から約4年の間駿府に過ごした、武将としてのゴールを目指し、「天下人」となった家康を象徴する甲冑と考えられる。
- 「東海道図屏風」（静岡県指定有形文化財）

江戸時代前期に制作されたと推定され、江戸から京に至る宿場と名所旧跡が描かれている。上・中・下の3段階の構成で、大名行列や朝鮮通信使行列などの職種が描かれている。江戸時代の人々の暮らしや街道の様子がうかがえ、2016年（平成28年）、修復作業を行った。
- 「徳川家康書状」[30]

戦国武将時代の朱印状（1582年頃）
天下人時代の黒印状（1603年〜1607年頃）

## 利用情報
駿府城公園周辺エリアが「歴史文化のまちづくり」の拠点として新たに整備され、「静岡市歴史博物館」はじめ、「東御門・巽櫓」、「東御門橋」、「遊覧船「葵舟」」などが整備された。東御門・巽櫓は、静岡市歴史博物館の分館として、駿府城の築城、大改修、現在までの駿府城の歴史を展示している。「葵舟」は、駿府城の二ノ丸（中堀）の石垣や櫓を間近に約1.6kmを遊覧する。
- 静岡市歴史博物館プレオープン期間（2022年7月23日〜2023年1月12日）
  - 開館日 - 9月末迄/土・日曜日、10月上旬〜/月〜金曜日（月曜休館）
  - 開館時間 - 午前9時 - 午後6時（展示室/午後5時30分）
  - 観覧料 - 無料
  - 駐車場 - 無し
- 静岡市歴史博物館グランドオープン（2023年1月13日）
  - 休館日 - 月曜（祝日、休日にあたる場合は翌平日）、年末年始（12月29日〜1月3日）、その他/展示替え臨時休館、イベント臨時開館
  - 開館時間 - 午前9時 - 午後6時（最終入館 5時30分）
  - オンライン予約 - 日時指定予約制
  - 観覧料 - 常設展示/一般 600円（480円）、高校・大学生 420円（330円）、小・中学生 150円（120円）、未就学児 無料（1階は無料）、企画展示/別途料金、カッコ内は20名以上の団体
  - 駐車場 - 24台（障害を持った方のみ利用可）
- 東御門・巽櫓[34]（2021年（令和3年）4月1日リニューアルオープン）
  - 休館日 - 月曜（祝日、休日にあたる場合は営業）、年末年始（12月29日〜1月3日）
  - 開館時間 - 午前9時 - 午後4時30分
  - 観覧料 - 常設展示/大人 200円（団体30名以上160円）、小人 50円（団体30名以上40円）、企画展示/別途料金
  - 共通券 - 紅葉山庭園、坤櫓/大人 360円（団体30名以上280円）、小人 120円（団体30名以上90円）
- 東御門橋[33]（2021年3月26日渡り初め）
- 遊覧船「葵舟」[35]（2021年3月27日運航開始）
  - 運航日 - 土・日曜・祝日、イベント時特別運航
  - 運航時間 - 午前9時30分 - 3〜6月、9〜10月/午後4時30分、7〜8月/5時30分、11〜12月/3時30分
  - 乗船料金 - 大人 1,200円（中学生以上）、小人 600円（小学生以下）、貸切/15,000円（10名以上）

## 建物構成
- 1階 - 静岡の歴史を楽しむ（2022年7月プレオープン）

「戦国時代末期の道と武家屋敷の石垣の遺構」展示、家康公研究室、子どもたちの学習支援と市民活動、カフェ、ショップ
- 2階 - 徳川家康公と今川氏の歴史

駿府で育った家康、戦国武将として、天下人として過ごした家康の一生が分かり、230年の今川氏の歴史が分かる
- 3階 - 江戸時代の駿府城下町

展望ラウンジから静岡市街を展望しながら、城下町であったころから現代にいたる静岡のまちと人の歴史を眺める
- 4階 - 静岡の貴重な資料

収集された静岡の貴重な歴史資料が保管されている収蔵室がある

## 建築概要
- 所在地 - 静岡県静岡市葵区追手町4番16号[54]
- 区域区分 - 市街化区域[55]
- 用途地域 - 商業地域[55]
- 防火・準防火地域 - 防火地域[55]
- その他の地域地区等 - 駐車場整備地区、駐車場附置義務条例区域（商業地域及び指定近隣商業地域）、駐輪場附置義務条例区域、静岡市みどり条例区域、周辺地域日影規制[55]
- 容積率 - 600%[55]
- 建蔽率 - 80%[55]
- 敷地面積 - 4,990.51m2[3]
- 建築面積 - 2,284.96m2[3]
- 延床面積 - 4,885,86m2[3]
- 建物高さ - 24.5m[3]
- 展示室 - 1,001.47m2[3]
- 収蔵庫 - 561.26m2[3]
- 建物構造 - 鉄筋コンクリート造、鉄骨造、一部鉄骨鉄筋コンクリート造、地上4階建[3]
- 基礎構造 - 布基礎、独立基礎[3]
- 建築主 - 静岡市
- 基本設計 - 静岡市・SANAA（サナア、Sejima and Nishizawa and Associates）[56]
- 実施設計 - 有限会社SANAA事務所[56]
- 展示設計 - 乃村工藝社[56]
- 建築工事 - 木内建設・静鉄建設・市川土木JV[20]
- 空調工事 - テクノ菱和・鎌田配管工事店JV[20]
- 電気工事 - シズデン・夏目電気工業JV[20]
- 総事業費 - 約62億円[18]
- 竣工 - 2022年（令和4年）6月

## ギャラリー
- 「静岡市歴史博物館の市街地側外観パース」観光交流文化局 歴史文化課、2022年3月22日、2022年5月28日閲覧
- 「静岡市歴史博物館の巽櫓側外観パース」観光交流文化局 歴史文化課、2022年3月22日、2022年5月28日閲覧
- 「静岡市歴史博物館の1階展示内観パース」観光交流文化局 歴史文化課、2022年3月22日、2022年5月28日閲覧

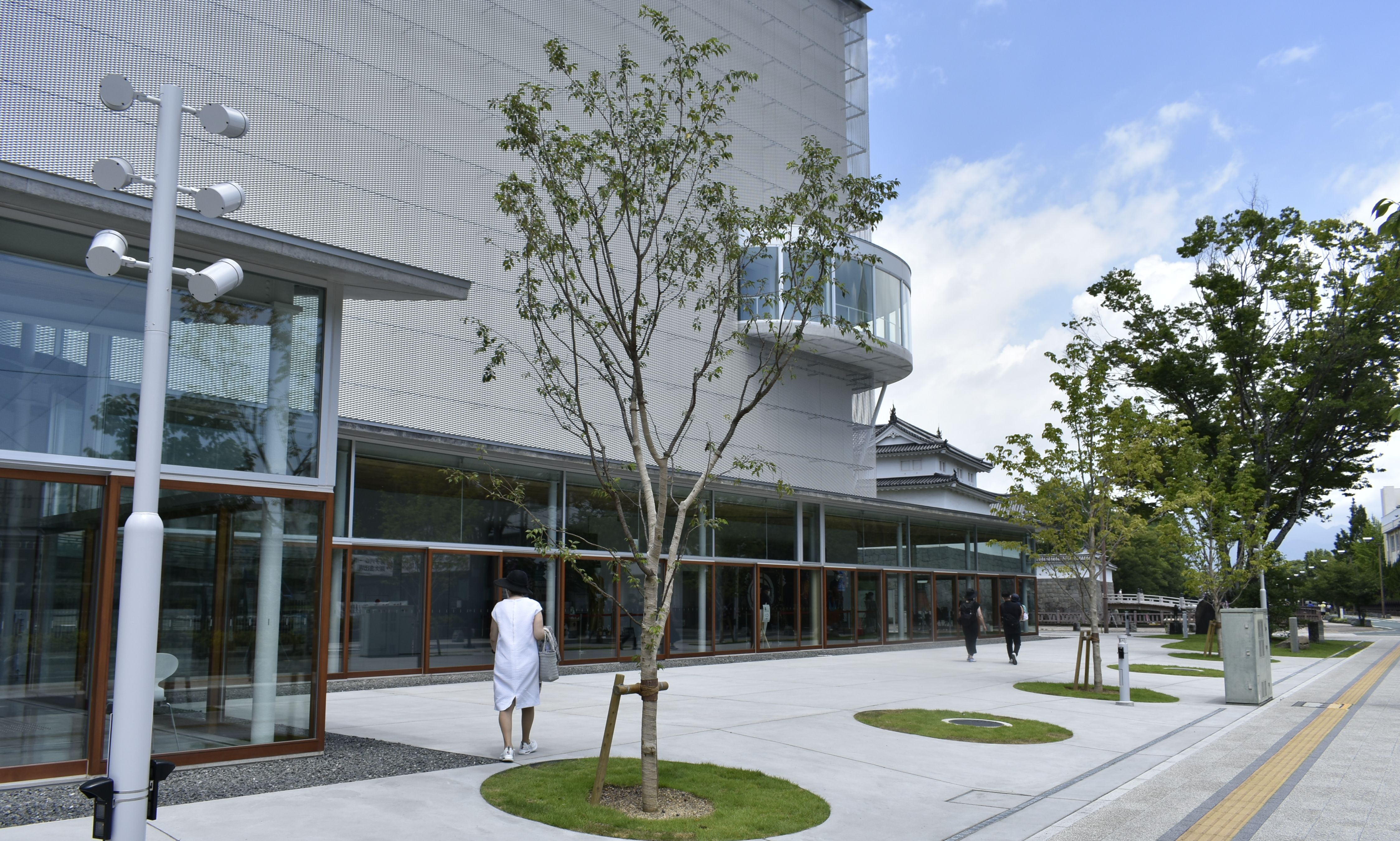
東側外観
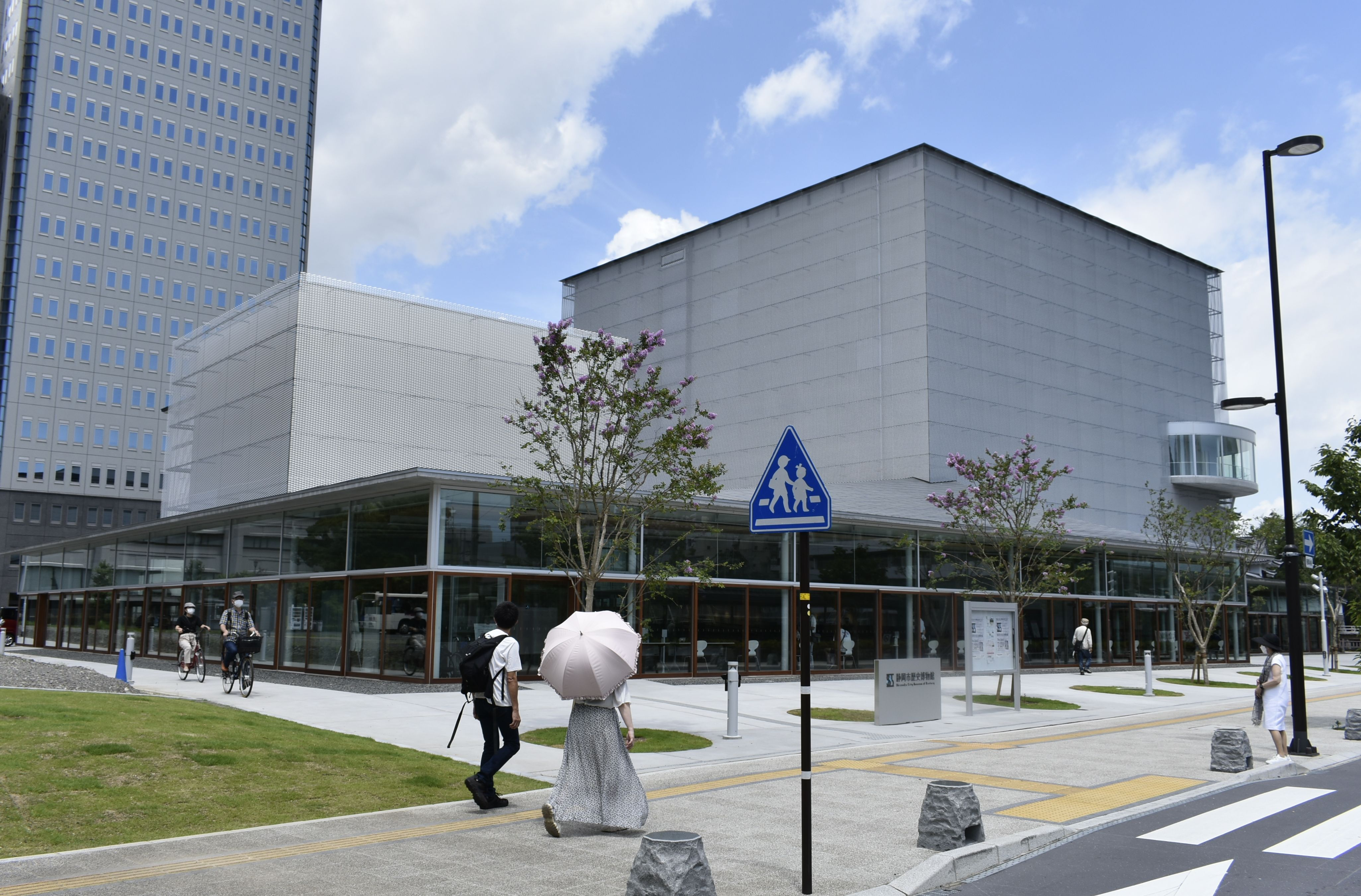
南東側外観
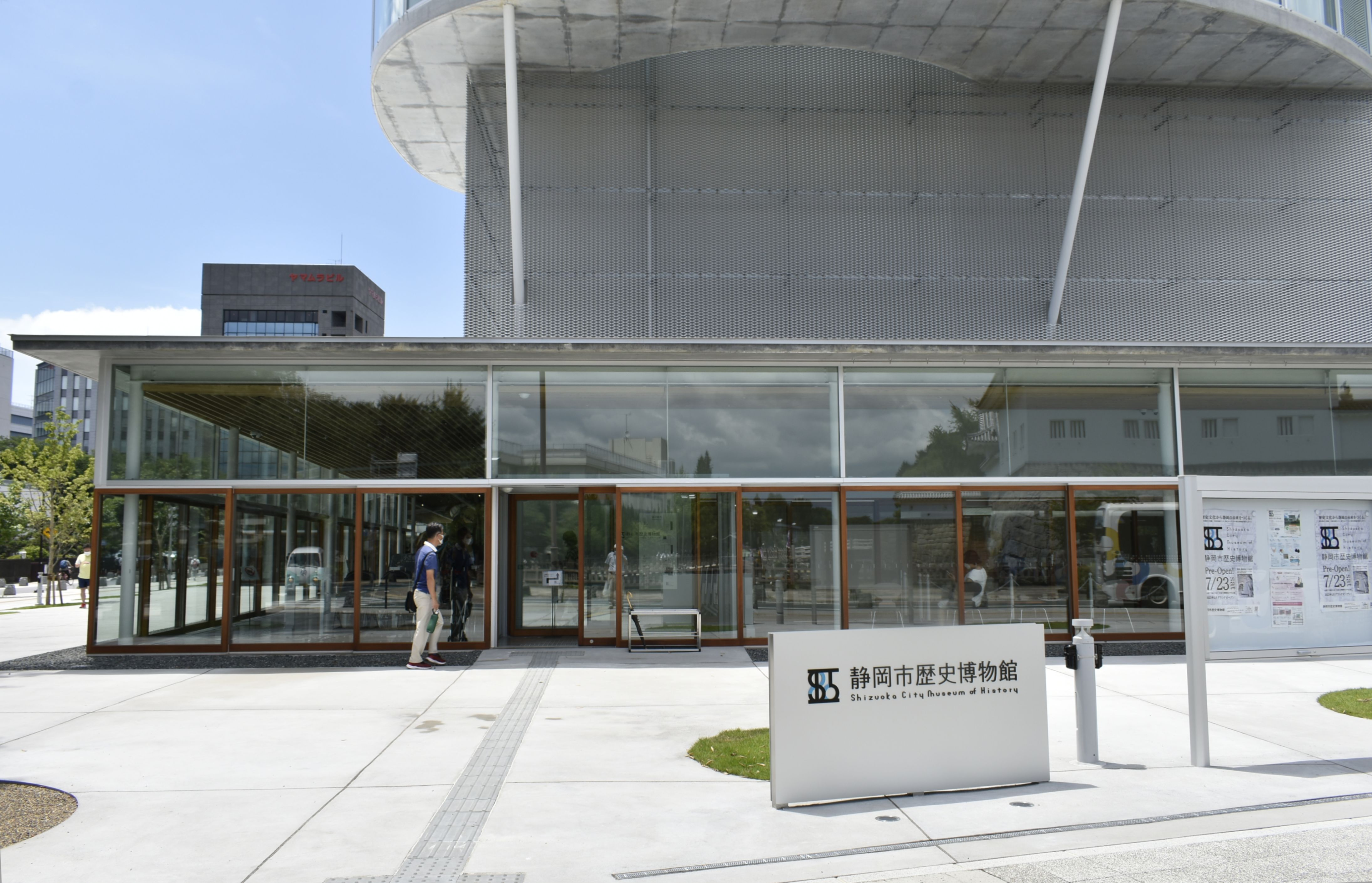
北側エントランス
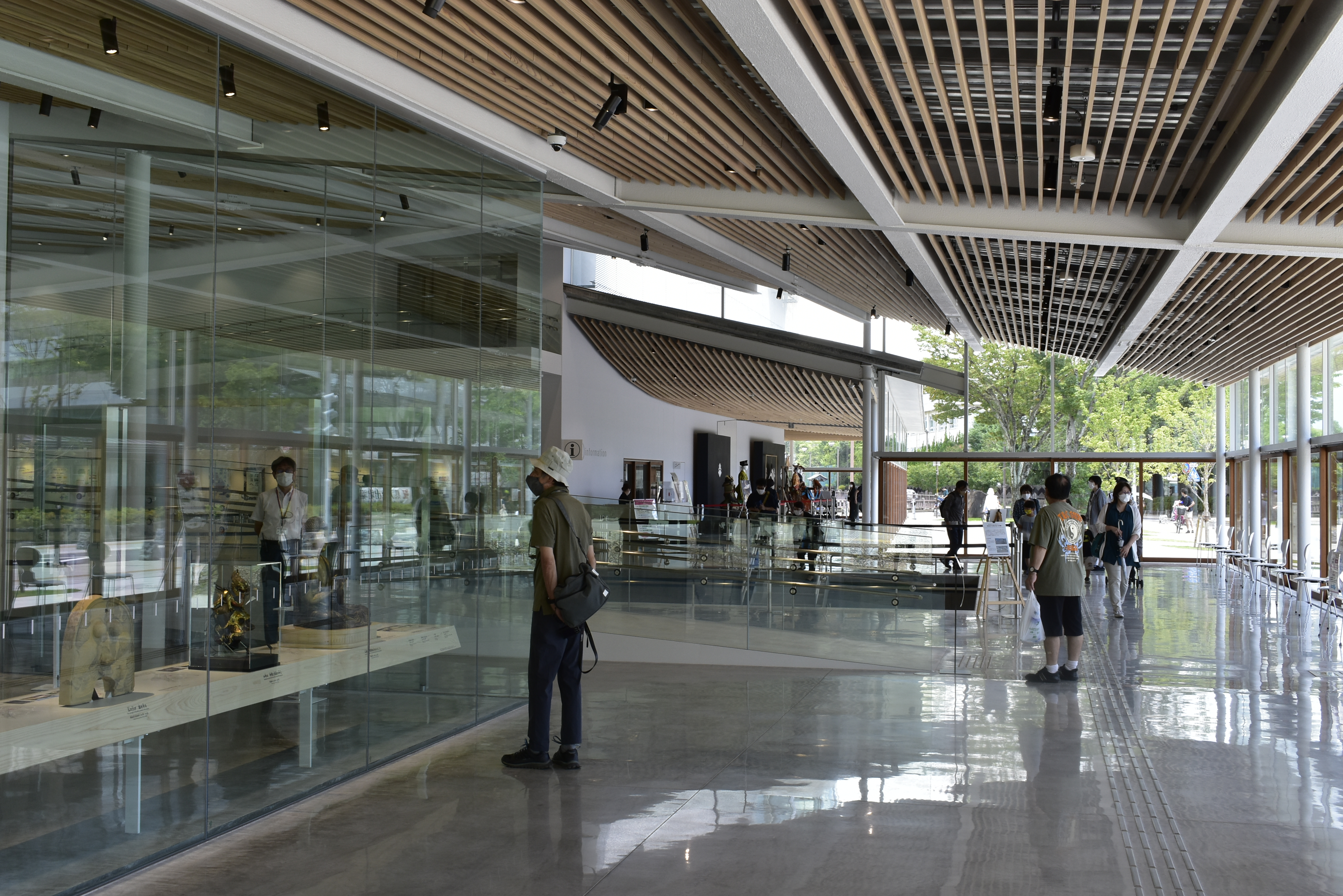
1階展示室
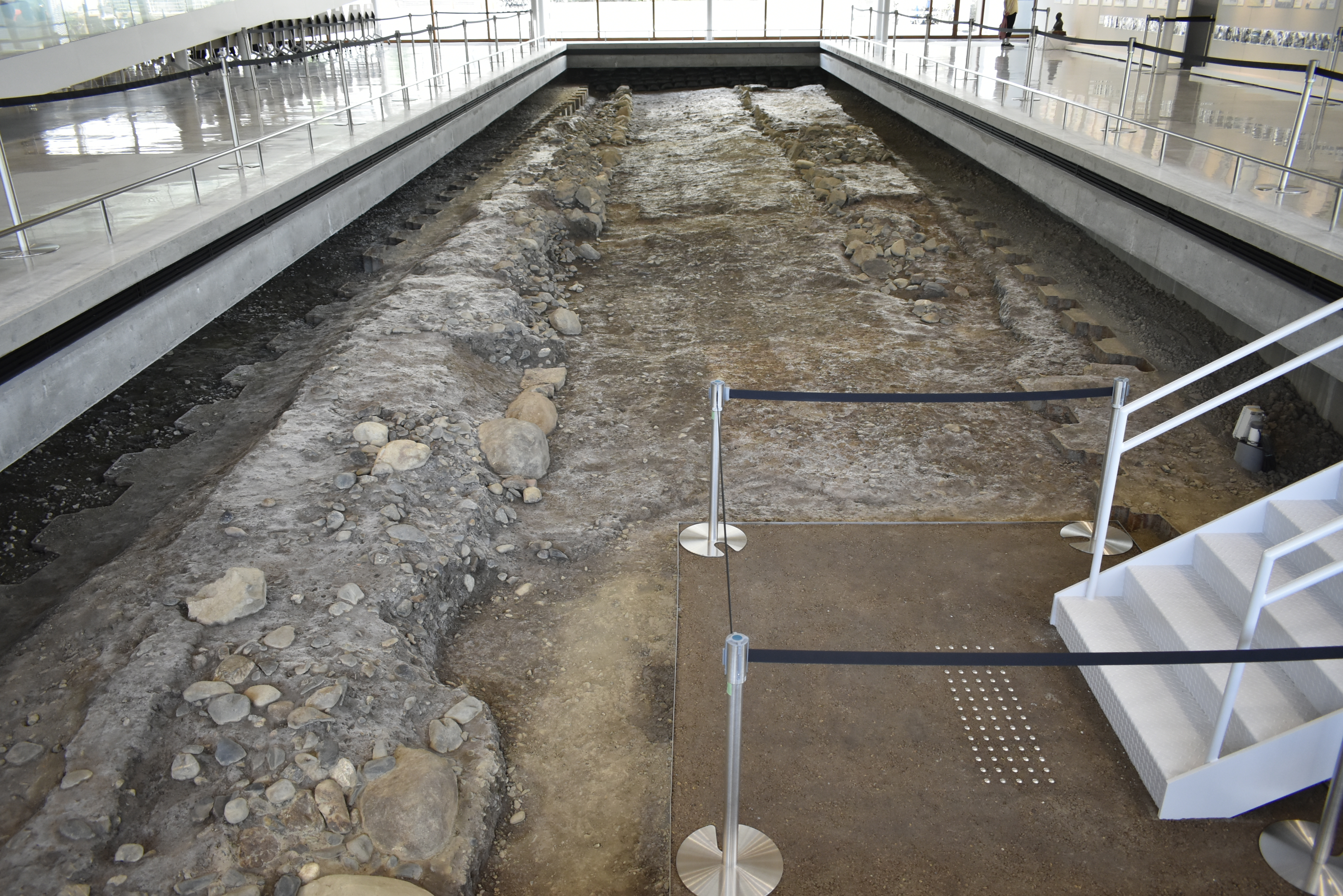
戦国時代末の道路遺構面の屋内展示

## アクセス
徒歩
- 東海道本線（JR東海） - 静岡駅北口より徒歩約15分
- 静鉄静岡清水線 - 新静岡駅より徒歩約10分

路線バス
- 駿府浪漫バス（静鉄バス） - 「静岡駅前」（北口10番乗場）より約15分、「東御門」下車（三つ目） 、時刻表[57]
- 駿府浪漫バス - 「新静岡バスターミナル」（3番乗場）より約11分、「東御門」下車（二つ目） 、時刻表[57]
- タクシー - 静岡駅北口より約10分
- 駐車場 - 一般用無し、身体不自由・要介護者・妊産婦用有り（事前予約）

## エピソード
- 旧静岡市立青葉小学校跡地は、江戸時代には城代（城主の居なくなった駿府城を管理する幕府の役人が暮らしていた屋敷）が置かれていた[58]。
- 「静岡市民は”レプリカ”でいいのか？」、歴史博物館展示の目玉が家康所蔵の歯朶具足（国重要文化財）及び紅糸威腹巻（県指定文化財）のレプリカであったからだ[59]。
- 旧三の丸内にあった静岡市立青葉小学校と静岡市立城内小学校の統合が2007年（平成19年）行われ静岡市立葵小学校となった[58]。
- （仮称）静岡市歴史文化施設の建設工事の着工は、新型コロナウイルスの影響で一時凍結されていた[21]。
- 静岡市歴史文化課は、2023年1月の静岡市歴史博物館開館時に130点の資料を展示する方針を明らかにした[60]。
- 静岡市歴史博物館開館の展示資料は、本物は70〜80点としそれ以外は複製品にする方針である[60]。
- 静岡市歴史博物館の展示品の目玉は、「東海道図屏風」「徳川家康書状」などの方針である[60]。
- 静岡浅間神社や久能山東照宮が収蔵する甲冑を再現した模造品も展示し、企画展も年4回程度開催する方針である[60]。
- 共通チケットを作り、駿府城公園のお堀を巡る遊覧船「葵舟」への乗船、駿府城公園の東御門・巽櫓の入場を検討する[60]。
- 静岡市歴史博物館の来館者の目標は、初年度が年間50万人、2年目以降は33万〜35万人を見込む方針である[60]。
- 静岡市は、都民約1000人に静岡市に対するイメージ調査を実施、「静岡市歴史博物館」の来館希望者が65％、家康が静岡市ゆかりの武将だと知らない人が66％でショックを受けた[61]。
- 開館に先立って開かれた記念式典では田辺信宏市長が「家康公も喜んでくれていると思う」と挨拶した[27]。

## 「川勝vs田辺」
静岡県知事の川勝平太は、2018年11月6日の記者会見で、静岡市歴史文化施設建設を「いったん棚上げすべきである」と述べ、静岡市に対して「駿府城跡地そのものが博物館であり、旧静岡市立青葉小学校跡地に博物館を建てたら二重の投資になる」との理由書を送った。そのことに対して静岡市長の田辺信宏は「歴史文化施設建設の見直しは行わない」と明言した。この知事と市長との論争に関連して「駿府城跡地は確かに博物館機能を有している」「歴史博物館の展示品の目玉が本物ではなく「レプリカ」で市民は納得するのか」「博物館は本物展示でも来館者は少ない」「「徳川家康ミュージアム」の失敗の前例がある」などの意見が出されている。

## 違法着工
静岡市は（仮称）静岡市歴史文化施設建設の建築確認を申請、2020年（令和2年）10月に確認済証の交付を受けた。工事中、展示の追加工事が発注されたが、追加工事の建築確認申請を怠り工事を進めたことが判明した。違法となった追加工事は、展示室の壁を支える鉄骨柱11本が当初の確認済証には盛り込まれていなかった。静岡市は、2022年2月3日、改めて追加工事の建築確認を申請、工事が中止され工期の遅れが心配された。この違法工事の影響で工期も遅れ、展示工事費が約440万円増額となった。その他、壁や天井に防火材を使用せず準防火材を使用したり、建設発生土の問題により工事費約5,500万円が増となった。

## 関連文献
- “(仮称)静岡市歴史文化施設基本構想”.   静岡市 (2011年3月). 2022年6月2日時点のオリジナルよりアーカイブ。2025年3月13日閲覧。
- “平成27年度 （仮称）静岡市歴史文化施設建設基本計画”.   静岡市 (2016年3月). 2022年6月2日時点のオリジナルよりアーカイブ。2025年3月13日閲覧。
- “（仮称）静岡市歴史文化施設建設基本計画 概要版”.   静岡市 (2016年3月). 2022年6月2日時点のオリジナルよりアーカイブ。2025年3月13日閲覧。
- “『プレ広報誌 一の巻（表）』「家康が住んだまちに歴史博物館ができる！」”.   静岡市 (2022年2月). 2022年6月2日時点のオリジナルよりアーカイブ。2025年3月13日閲覧。
- “『プレ広報誌 一の巻（裏）』「静岡の偉人・徳川家康 その人生と、その魅力を紹介！”.   静岡市 (2022年2月). 2022年6月2日時点のオリジナルよりアーカイブ。2025年3月13日閲覧。
- “『プレ広報誌 二の巻（表）』「歴史文化から静岡の未来をつくる”.   静岡市 (2022年3月). 2022年6月1日時点のオリジナルよりアーカイブ。2025年3月13日閲覧。
- “『プレ広報誌 二の巻（裏）』「令和4年7月に、歴史博物館の1階がオープンするぞ！”.   静岡市 (2022年3月). 2022年6月1日時点のオリジナルよりアーカイブ。2025年3月13日閲覧。

## 近隣施設
- 駿府城公園
- 駿府城紅葉山庭園
- 静岡県庁
- 静岡市役所
- 静岡県警察本部
- 静岡県静岡中央警察署
- 静岡県教育会館
- 静岡森林管理署
- 静岡県産業経済会館
- 静岡市立静岡病院
- 日本赤十字社 静岡県支部
- 静岡赤十字病院
- 静岡大学教育学部附属静岡中学校
- 静岡大学教育学部附属静岡小学校
- 静岡市立城内中学校